# Segunda División A 2020/21
Het seizoen 2020/21 van de Segunda División A (ook wel bekend onder de naam La Liga 2 voor de commercie en/of La Liga SmartBank vanwege sponsorcontracten) was het negentigste seizoen van de Segunda División A. Het seizoen in deze op een na hoogste divisie in Spanje begon op 12 september 2020. De 42ste en laatste speelronde werd gespeeld op zondag 30 mei 2021.

## Teams
Er deden 22 teams mee aan de Segunda División A, daarin 15 teams van het seizoen 2019–20, drie degradeerden uit de Primera División 2019/20 en 4 promoveerden uit de Segunda División B.
Dit seizoen was het derde zonder de reserve elftallen van de clubs uit de Primera División sinds 2017/18.

### Teamveranderingen
De volgende clubs zijn veranderd van divisie na het seizoen 2019/20.

#### Naar Segunda División A
Promotie uit Segunda División B
- UD Logroñés
- FC Cartagena
- CD Castellón
- CE Sabadell

Degradatie uit Primera División
- CD Leganés
- Real Mallorca
- RCD Espanyol

#### Uit Segunda División A
Degradatie naar Segunda División B
- Deportivo La Coruña
- CD Numancia
- Extremadura UD
- Racing Santander

Promotie naar Primera División
- Huesca
- Cádiz CF
- Elche CF

### Stadions en locaties
| Team           | Locatie                | Stadion                   | Capaciteit |
| -------------- | ---------------------- | ------------------------- | ---------- |
| Albacete       | Albacete               | Carlos Belmonte           | 17.524     |
| Alcorcón       | Alcorcón               | Santo Domingo             | 5.100      |
| Almería        | Almería                | Juegos Mediterráneos      | 15.000     |
| Cartagena      | Cartagena              | Cartagonova               | 15.105     |
| Castellón      | Castelló de la Plana   | Nou Castalia              | 15.500     |
| Espanyol       | Cornellà de Llobregat  | Cornellà-El Prat          | 40.500     |
| Fuenlabrada    | Fuenlabrada            | La Aldehuela              | 6.000      |
| Girona         | Girona                 | Estadi Montilivi          | 9.282      |
| Las Palmas     | Las Palmas             | Gran Canaria              | 32.400     |
| Leganés        | Leganés                | Nuevo Los Cármenes        | 12.450     |
| Logroñés       | Logroño                | Las Gaunas                | 15.902     |
| Lugo           | Lugo                   | Butarque                  | 7.840      |
| Málaga         | Málaga                 | La Rosaleda               | 30.044     |
| Real Mallorca  | Palma                  | Son Moix                  | 23.142     |
| Mirandés       | Miranda de Ebro        | Anduva                    | 5.759      |
| Oviedo         | Oviedo                 | Carlos Tartiere           | 30.500     |
| Ponferradina   | Ponferrada             | El Toralín                | 8.800      |
| Rayo Vallecano | Vallecas               | Vallecas                  | 14.708     |
| Sabadell       | Sabadell               | Nova Creu Alta            | 11.981     |
| Sporting Gijón | Gijón                  | El Molinón                | 29.029     |
| Tenerife       | Santa Cruz de Tenerife | Heliodoro Rodríguez López | 22.824     |
| Zaragoza       | Zaragoza               | La Romareda               | 34.596     |

## Uitslagen

### Wedstrijden
Tijdens de eerste speeldag van de competitie, georganiseerd op 12 en 13 september, konden, door de late eindafwikkeling van de play offs 2019-2020, de verliezers van deze competitie hun wedstrijd laten uitstellen. Zo werd respectievelijk de wedstrijd tussen twee deelnemers Zaragoza en Girona uitgesteld en hetzelfde gebeurde met de wedstrijd tussen nieuwkomer Sabadell en deelnemer Almería. Ze werden respectievelijk op 4 en 5 november gespeeld.
Dezelfde regeling geldde tijdens de tweede speeldag van de competitie, georganiseerd op 19 en 20 september. Zo werden de wedstrijden Almería tegen Zaragoza en Girona tegen nieuwkomer Logroñés uitgesteld. Deze wedstrijden werden na de zeventiende wedstrijdronde respectievelijk op woensdag 9 december en donderdag 10 december gespeeld.
Na de wedstrijd van de vierde speeldag tussen Alcorcón en Zaragoza, tekenden de bezoekers protest aan tegen de opstelling van de Madrilenen. Gedurende negen minuten speelde Alcorcón met zes spelers, die een contract hadden met de A-ploeg. Het reglement voorziet minimum zeven. Op 14 oktober 2020 volgde de bond de klager en zo werd het 0-0 gelijkspel omgezet in een 0-3-overwinning van Zaragoza. Voorts kreeg de ploeg uit Alcorcón een boete van 6.001 Euro.
Net als vorig seizoen, met de hele kwestie rond Deportivo La Coruña en Fuenlabrada, zou de infectieziekte COVID-19 (ook wel corona genoemd) een impact hebben op het verloop van de competitie. De wedstrijd van de zesde speeldag tussen Alcorcón en Ponferradina werd uitgesteld door vier coronagevallen bij het Madrileense team. De wedstrijd werd na de tiende speeldag op 5 november gespeeld. De volgende speeldag was het aantal besmette personen bij de ploeg uit Madrid al opgelopen met negen naar dertien personen en daarom werd ook de wedstrijd van de zevende speeldag tussen Sabadell en Alcorcón uitgesteld. Deze wedstrijd werd na de zeventiende speeldag gespeeld op woensdag 9 december.
Door de hevige sneeuwval die het land begin 2021 kende, werden tijdens wedstrijddag 21 (8-11 januari) drie wedstrijden geannuleerd : Mirandés-Vallecano, Alcorcón-Albacete en Leganés-Almería. Deze wedstrijden werden respectievelijk op dinsdag 19 januari, dinsdag 26 januari en woensdag 17 februari gespeeld.
Een opstoot van het coronavirus bij Mirandés leidde tot de afgelastingen van zowel de wedstrijd van de 31ste speeldag tegen en op bezoek bij Rayo, als de wedstrijd van de 32ste speeldag thuis tegen Tenerife. Deze wedstrijden werden respectievelijk op woensdag 14 april en woensdag 21 april afgewerkt.
Dit zouden de laatste wedstrijden zijn die verlaat zouden worden door corona. Dit seizoen konden de clubs tot en met de wedstrijdronde 34, in geval van een uitbraak in hun ploeg, om twee wedstrijden uitstel vragen .
Na de achtendertigste speeldag verzekerde Espanyol zich na een 0-0 gelijkspel bij Zaragoza van de rechtstreekse promotie naar het hoogste niveau van het Spaanse voetbal. Dit betekende een terugkeer na één seizoen. Doordat tijdens de eerste wedstrijd van de veertigste speeldag Cartagena Almería met 3-2 versloeg, keerde ook Mallorca zonder te spelen na één seizoen rechtstreeks terug naar het hoogste niveau. Dezelfde speeldag viel er al een beslissing aan de staart van het klassement. Albacete, dat zelf thuis niet verder kwam dan een 1-1 tegen Lugo, degradeerde na de winst met 1-0 van Logroñés tegen Fuenlabrada. Op het einde van de eenenveertigste speeldag werden drie van de vier deelnemers van de play-offs duidelijk : Leganés, Almería en Girona en de tweede daler, Castellón. De laatste speeldag was dus nog heel spannend, want het moest de kampioen aanduiden, Espanyol of Mallorca, het laatste ticket van de play offs, Rayo Vallecano of Sporting Gijón en vooral twee dalers, Alcorcón, Lugo, Logroñés of Sabadell.
Ondanks een verlies met 1-0 bij Alcorcón, werd Espanyol kampioen en hetzelfde gebeurde bij de toewijzing van het laatste play off ticket, dat behaald werd door Rayo na een thuisverlies met 0-1 tegen Lugo. Deze uitslagen waren ook belangrijk voor de degradatie, want door deze overwinningen door Alcorcón en Lugo, zijn het Sabadell en Logroñés die degradeerden. Dit hield in dat enkel Cartagena zich van de stijgers van vorig seizoen kon handhaven.
| Thuis \ Uit    | ALB | ALC | ALM | CAR | CAS | ESP | FUE | GIR | LPA | LEG | LOG | LUG | MGA | MLL | MIR | OVI | PON | RAY | SAB | SPO | TFE | ZAR |
| -------------- | --- | --- | --- | --- | --- | --- | --- | --- | --- | --- | --- | --- | --- | --- | --- | --- | --- | --- | --- | --- | --- | --- |
| Albacete       |     | 0–1 | 1–2 | 2–0 | 0–1 | 0–3 | 1–2 | 0–2 | 1–1 | 0–0 | 1–1 | 1–1 | 1–1 | 0–1 | 1–0 | 1–1 | 0–2 | 2–1 | 3–0 | 0–1 | 0–2 | 1–0 |
| Alcorcón       | 1–2 |     | 0–1 | 2–1 | 2–1 | 1–0 | 0–3 | 1–0 | 0–0 | 1–2 | 1–0 | 1–0 | 0–1 | 0–2 | 4–0 | 1–1 | 0–1 | 0–3 | 2–0 | 1–2 | 2–0 | 0–3 |
| Almería        | 1–1 | 0–0 |     | 1–1 | 3–1 | 1–1 | 3–0 | 0–0 | 3–1 | 1–1 | 2–1 | 4–1 | 3–1 | 0–1 | 2–1 | 2–2 | 3–1 | 0–1 | 2–2 | 0–1 | 2–0 | 1–0 |
| Cartagena      | 3–1 | 2–1 | 3–2 |     | 1–0 | 1–3 | 1–1 | 1–1 | 3–0 | 1–0 | 0–1 | 2–1 | 1–1 | 1–2 | 0–2 | 2–0 | 1–1 | 2–2 | 1–2 | 0–1 | 0–0 | 1–1 |
| Castellón      | 3–0 | 0–2 | 1–2 | 2–1 |     | 1–3 | 1–2 | 0–1 | 4–0 | 2–0 | 0–0 | 0–1 | 0–1 | 1–0 | 0–1 | 1–0 | 0–2 | 0–2 | 2–1 | 2–0 | 0–1 | 1–0 |
| Espanyol       | 3–0 | 1–0 | 2–1 | 0–2 | 2–0 |     | 4–0 | 1–2 | 4–0 | 2–1 | 4–0 | 2–1 | 3–0 | 0–0 | 2–0 | 1–1 | 2–0 | 2–3 | 1–0 | 2–0 | 1–1 | 2–0 |
| Fuenlabrada    | 1–0 | 0–0 | 1–1 | 2–1 | 1–1 | 1–1 |     | 1–1 | 1–2 | 0–0 | 0–0 | 2–0 | 0–2 | 4–1 | 0–1 | 2–2 | 1–1 | 1–2 | 2–2 | 0–0 | 1–1 | 0–1 |
| Girona         | 2–1 | 1–0 | 0–1 | 2–1 | 2–1 | 1–0 | 0–1 |     | 1–1 | 0–2 | 2–0 | 1–1 | 0–1 | 0–1 | 1–0 | 1–0 | 3–1 | 0–0 | 0–0 | 1–0 | 1–0 | 3–0 |
| Las Palmas     | 3–2 | 0–0 | 2–0 | 2–0 | 2–1 | 1–0 | 3–3 | 1–2 |     | 2–1 | 2–1 | 6–1 | 1–1 | 1–1 | 0–2 | 1–2 | 2–0 | 1–1 | 0–1 | 3–2 | 1–0 | 0–2 |
| Leganés        | 3–1 | 1–0 | 2–1 | 3–1 | 0–0 | 2–0 | 0–2 | 0–1 | 1–0 |     | 3–0 | 3–2 | 1–0 | 0–1 | 1–0 | 2–1 | 1–1 | 1–0 | 2–1 | 0–0 | 1–0 | 1–0 |
| Logroñés       | 2–0 | 1–0 | 1–0 | 0–1 | 1–1 | 0–3 | 1–0 | 1–4 | 0–1 | 0–1 |     | 2–3 | 0–1 | 0–1 | 2–1 | 0–0 | 1–2 | 0–0 | 1–0 | 0–4 | 1–0 | 1–1 |
| Lugo           | 1–0 | 1–3 | 0–2 | 2–1 | 0–0 | 1–1 | 0–0 | 3–0 | 1–1 | 2–1 | 1–1 |     | 0–1 | 0–1 | 2–1 | 0–0 | 1–0 | 1–0 | 0–1 | 0–0 | 2–0 | 2–2 |
| Málaga         | 2–0 | 1–0 | 0–3 | 1–2 | 3–0 | 0–3 | 0–1 | 0–1 | 0–0 | 1–2 | 0–0 | 2–2 |     | 1–1 | 1–1 | 1–1 | 0–2 | 2–0 | 2–0 | 1–0 | 1–1 | 1–2 |
| Mallorca       | 0–0 | 2–0 | 2–0 | 2–1 | 3–1 | 1–2 | 2–3 | 1–0 | 0–1 | 1–0 | 4–0 | 2–0 | 3–1 |     | 2–1 | 0–0 | 3–0 | 0–1 | 1–0 | 0–0 | 2–0 | 2–1 |
| Mirandés       | 0–2 | 0–0 | 1–1 | 4–1 | 1–1 | 2–2 | 2–1 | 3–3 | 2–0 | 0–0 | 0–1 | 0–0 | 1–0 | 0–0 |     | 1–1 | 0–1 | 0–2 | 0–2 | 1–0 | 0–0 | 1–0 |
| Oviedo         | 0–1 | 1–1 | 1–2 | 0–0 | 4–0 | 0–2 | 1–1 | 0–1 | 0–0 | 1–3 | 2–3 | 3–1 | 1–0 | 2–2 | 1–1 |     | 1–1 | 0–0 | 2–1 | 1–0 | 4–2 | 1–0 |
| Ponferradina   | 0–1 | 2–0 | 2–1 | 0–2 | 1–2 | 1–4 | 0–0 | 1–1 | 0–0 | 3–2 | 2–2 | 2–0 | 1–1 | 2–2 | 1–0 | 1–0 |     | 3–0 | 0–3 | 2–2 | 1–0 | 2–1 |
| Vallecano      | 2–2 | 2–1 | 0–1 | 0–0 | 2–1 | 1–0 | 2–0 | 2–1 | 2–0 | 1–1 | 2–1 | 0–1 | 4–0 | 1–3 | 0–1 | 4–1 | 1–1 |     | 2–1 | 0–1 | 0–1 | 3–2 |
| Sabadell       | 0–0 | 1–1 | 1–2 | 1–1 | 1–1 | 0–1 | 1–2 | 2–2 | 3–1 | 1–0 | 0–0 | 1–1 | 1–2 | 1–0 | 0–2 | 0–1 | 2–0 | 2–0 |     | 1–1 | 0–2 | 1–1 |
| Sporting Gijón | 0–0 | 0–0 | 0–2 | 0–0 | 1–0 | 1–1 | 2–1 | 2–0 | 1–0 | 1–1 | 1–0 | 1–0 | 1–0 | 2–0 | 1–2 | 0–1 | 2–1 | 1–1 | 3–1 |     | 1–1 | 1–0 |
| Tenerife       | 2–0 | 3–1 | 0–1 | 3–0 | 1–1 | 0–0 | 1–1 | 2–0 | 1–1 | 0–0 | 0–1 | 1–1 | 2–0 | 0–1 | 1–2 | 2–2 | 1–0 | 1–0 | 1–2 | 1–0 |     | 1–0 |
| Zaragoza       | 1–0 | 0–1 | 2–1 | 0–0 | 3–0 | 0–0 | 1–0 | 2–2 | 2–2 | 0–5 | 2–0 | 1–0 | 1–2 | 0–0 | 1–0 | 1–2 | 1–0 | 1–2 | 0–0 | 0–0 | 1–0 |     |

Laatste wedstrijddag verwerkt : 30 mei 2021

### Eindrangschikking
| Pos | Team                  | Wed | W  | G  | V  | Ptn | DV | DT | +/− | Promotie, kwalificatie of degradatie  |
| --- | --------------------- | --- | -- | -- | -- | --- | -- | -- | --- | ------------------------------------- |
| 1   | RCD Espanyol (K, P)   | 42  | 24 | 10 | 8  | 82  | 71 | 28 | +43 | Promotie naar Primera División        |
| 2   | RCD Mallorca (P)      | 42  | 24 | 10 | 8  | 82  | 54 | 28 | +26 | Promotie naar Primera División        |
| 3   | CD Leganés (Q)        | 42  | 21 | 10 | 11 | 73  | 51 | 32 | +19 | Kwalificatie voor play-offs           |
| 4   | Almeria CF (Q)        | 42  | 21 | 10 | 11 | 73  | 61 | 40 | +21 | Kwalificatie voor play-offs           |
| 5   | Girona FC (Q)         | 42  | 20 | 11 | 11 | 71  | 47 | 36 | +11 | Kwalificatie voor play-offs           |
| 6   | Rayo Vallecano (Q, P) | 42  | 19 | 10 | 13 | 67  | 52 | 40 | +12 | Kwalificatie voor play-offs           |
| 7   | Sporting Gijón        | 42  | 17 | 14 | 11 | 65  | 37 | 28 | +9  |                                       |
| 8   | SD Ponferradina       | 42  | 15 | 12 | 15 | 57  | 45 | 50 | −5  |                                       |
| 9   | UD Las Palmas         | 42  | 14 | 14 | 14 | 56  | 46 | 53 | −7  |                                       |
| 10  | CD Mirandés           | 42  | 14 | 12 | 16 | 54  | 38 | 41 | −3  |                                       |
| 11  | CF Fuenlabrada        | 42  | 12 | 18 | 12 | 54  | 45 | 46 | −1  |                                       |
| 12  | Málaga CF             | 42  | 14 | 11 | 17 | 53  | 37 | 47 | −10 |                                       |
| 13  | Real Oviedo           | 42  | 11 | 19 | 12 | 52  | 45 | 46 | −1  |                                       |
| 14  | CD Tenerife           | 42  | 13 | 13 | 16 | 52  | 36 | 36 | 0   |                                       |
| 15  | Real Zaragoza         | 42  | 13 | 11 | 18 | 50  | 37 | 43 | −6  |                                       |
| 16  | FC Cartagena          | 42  | 12 | 13 | 17 | 49  | 44 | 52 | −8  |                                       |
| 17  | AD Alcorcón           | 42  | 13 | 9  | 20 | 48  | 32 | 42 | −10 |                                       |
| 18  | CD Lugo               | 42  | 11 | 14 | 17 | 47  | 38 | 53 | −15 |                                       |
| 19  | CE Sabadell (R)       | 42  | 11 | 13 | 18 | 46  | 40 | 48 | −8  | Degradatie naar Primera División RFEF |
| 20  | UD Logroñés (R)       | 42  | 11 | 11 | 20 | 44  | 28 | 53 | −25 | Degradatie naar Primera División RFEF |
| 21  | CD Castellón (R)      | 42  | 11 | 8  | 23 | 41  | 35 | 54 | −19 | Degradatie naar Primera División RFEF |
| 22  | Albacete Balompié (R) | 42  | 9  | 11 | 22 | 38  | 30 | 53 | −23 | Degradatie naar Primera División RFEF |

### Play-offs
De heenronde van halve finales werden gespeeld op 2 en 3 juni en de terugronde op 5 en 6 juni.  De data van de finale werd vastgelegd op 13 en 20 juni.
|  | halve finale   | halve finale | halve finale | halve finale |  |                | finale | finale | finale | finale |
|  |                |              |              |              |  |                |        |        |        |        |
|  |                |              |              |              |  |                |        |        |        |        |
|  | Rayo Vallecano | 3            | 2            | 5            |  |                |        |        |        |        |
|  | CD Leganés     | 0            | 1            | 1            |  |                |        |        |        |        |
|  |                |              |              |              |  | Rayo Vallecano | 1      | 2      | 3      |        |
|  |                |              |              |              |  | Girona FC      | 2      | 0      | 2      |        |
|  | Girona FC      | 3            | 0            | 3            |  |                |        |        |        |        |
|  | Almeria CF     | 0            | 0            | 0            |  |                |        |        |        |        |

## Spelers

### Topscorers
23 goals
- Raúl de Tomás (RCD Espanyol)

22 goals
- Uroš Đurđević (Sporting Gijón)

20 goals
- Umar Sadiq (UD Almería)

19 goals
- Rubén Castro (FC Cartagena)

### Speler van de maand
| Maand     | Segunda División Speler van de Maand | Segunda División Speler van de Maand | Reference |
| Maand     | Speler                               | Team                                 | Reference |
| --------- | ------------------------------------ | ------------------------------------ | --------- |
| September | Uroš Đurđević                        | Sporting Gijón                       | [ 34 ]    |
| Oktober   | Manuel Reina Rodríguez               | RCD Mallorca                         | [ 35 ]    |
| November  | Leonardo Acevedo Ruiz                | UD Logroñés                          | [ 36 ]    |
| December  | Raúl de Tomás                        | RCD Espanyol                         | [ 37 ]    |
| Januari   | Umar Sadiq                           | UD Almería                           | [ 38 ]    |
| Februari  | Raúl Rodríguez Navas                 | FC Cartagena                         | [ 39 ]    |
| Maart     | Adri Embarba                         | RCD Espanyol                         | [ 40 ]    |
| April     | Javi Puado                           | RCD Espanyol                         | [ 41 ]    |
| Mei       | Abdón Prats                          | RCD Mallorca                         | [ 42 ]    |

## Trainers

### Trainers bij aanvang van het seizoen
Bij het begin van het seizoen wisselden acht ploegen van trainer zijnde de drie dalers Espanyol, Leganés en Mallorca en vijf ploegen die vorig jaar al op dit niveau speelden, Alcorcón, Mirandés, Rayo, Tenerife en Zaragoza. De laatstgenoemde ploeg nam de vorige trainer van reeksgenoot Tenerife over en daler Espanyol nam de trainer van daler Mallorca over.
Slechts één ploeg koos voor een buitenlander en dat was Almería, die voor de eindronde van seizoen 2019-2020 de Portugees José Manuel Gomes inhuurde.
Zeven trainers speelden vorig seizoen niet op dit niveau en dat waren naast de trainers die de promotie van Castellón, Cartagena, Logroñés en Sabadell bewerkstelligden, de drie nieuwe coaches van de dalers Espanyol, Leganés en Mallorca.
| Team           | Naam trainer                       | Aangesteld       |
| -------------- | ---------------------------------- | ---------------- |
| Albacete       | Lucas Alcaraz                      | 3 februari 2020  |
| Alcorcón       | Baldomero Hermoso Herrera "Mere"   | 26 juli 2020     |
| Almería        | José Manuel Gomes                  | 27 juli 2020     |
| Cartagena      | Borja Jiménez Sáez                 | 23 december 2019 |
| Castellón      | Óscar Cano                         | 10 december 2018 |
| Espanyol       | Vicente Moreno Peris               | 4 augustus 2020  |
| Fuenlabrada    | José Ramón Sandoval                | 11 maart 2020    |
| Girona         | Francisco Javier Rodríguez Vílchez | 30 juni 2020     |
| Las Palmas     | Pepe Mel                           | 4 maart 2019     |
| Leganés        | José Luis Martí                    | 3 augustus 2020  |
| Logroñés       | Sergio Rodríguez Martínez          | 8 mei 2017       |
| Lugo           | Juan Francisco García              | 30 juni 2020     |
| Málaga         | Sergio Pellicer                    | 13 januari 2020  |
| Real Mallorca  | Luis García Plaza                  | 6 augustus 2020  |
| Mirandés       | José Alberto López Menéndez        | 27 juli 2020     |
| Rayo           | Andoni Iraola                      | 6 augustus 2020  |
| Oviedo         | José Ángel Ziganda                 | 18 februari 2020 |
| Ponferradina   | Jon Andoni Pérez Alonso "Bolo"     | 31 mei 2018      |
| Sabadell       | Antonio Hidalgo Morilla            | 2 april 2019     |
| Sporting Gijón | David Gallego Rodríguez            | 21 juli 2020     |
| Tenerife       | Francisco Javier Fernández Díaz    | 29 juli 2020     |
| Zaragoza       | Rubén Baraja                       | 20 augustus 2020 |

### Trainerwissels
De eerste twee ontslagen gebeurden na de vijfde speeldag bij twee ploegen in de degradatiezone. Lugo ontslog onmiddellijk na de verloren thuiswedstrijd tegen Mallorca haar trainer Juan Francisco García en Albacete wachtte tot dinsdag om hetzelfde besluit te nemen over de toekomst van Lucas Alcaraz. Beide trainers hadden tijdens het einde van het seizoen 2019-2020 nochtans een grote verdienste gehad bij de redding van beide ploegen. Lugo vond op 14 oktober een vervanger in de Frans Tunesische Mehdi Nafti, die zich tot op het einde van het seizoen met de ploeg verbond. Hij had op 8 oktober 2020 nog maar net een overeenkomst getekend bij Étoile Sportive du Sahel. Hij ontbond dit contract om naar Lugo te kunnen komen. Later op de dag bevestigde ook Albacete dat ze een nieuwe trainer gevonden hadden in de persoon van López Garai. Deze laatste was vrij sinds hij op 17 november 2019 door Tenerife ontslagen was. Bij beide teams had de trainerswissel onmiddellijk succes met respectievelijk López Garai een 3-0 thuisoverwinning met Albacete tegen Sabadell en Mehdi Nafti een 0-1 uitoverwinning met Lugo tegen CD Castellón met een doelpunt in de 94ste minuut. Het effect Garai zou vier wedstrijden duren met twee overwinningen en twee gelijke spelen tot FC Cartagena de ploeg uit Albacete met 3-1 versloeg. Het effect Nafti duurde bij Lugo één wedstrijd langer. Na een reeks van vier overwinningen en een gelijkspel, verloor de man met de dubbele nationaliteit nipt met 2-1 bij leider Espanyol. Ondanks de goede start van beide trainers, zou geen van beiden het einde van het seizoen halen.
Na de elfde speeldag stonden verschillende trainers onder druk. Het eerste slachtoffer werd Mere, die na acht achtereenvolgende verliespartijen, op maandag 9 november door Alcorcón aan de deur werd gezet. De ploeg bevond zich na heel wat negatieve impact van de coronapandemie op de allerlaatste plaats. Hij werd enkele uren later vervangen door Juan Antonio Anquela. Deze ervaren coach, die reeds sinds 1997 actief is als trainer in het Spaans voetbal, was tussen 2008 en 2012 reeds actief bij de Madrileense club. Dezelfde dag werd ook de trainer van Zaragoza, Rubén Baraja, aan de deur gezet. De ploeg bevond zich op een teleurstellende achttiende plaats van de rangschikking. En dat voor een ploeg die zich voorstelde als een kandidaat stijger. Hij werd tot aan nieuwe orde vervangen door Iván Martínez, coach van het filiaal Deportivo Aragón. Het trainerseffect bleef bij beide ploegen echter uit, want Zaragoza verloor op zaterdag 14 november zijn thuiswedstrijd met 1-2 tegen Oviedo en de volgende dag verloor Alcorcón de Madrileense stadsderby op het plein van Leganés met 1-0. Op deze manier gleed Zaragoza weg naar de negentiende plaats, wat op het einde van het jaar degradatie zou betekenen, en Alcorcón bleef natuurlijk laatste. De daaropvolgende thuiswedstrijd sloot Alcorcón op vrijdag 20 november succesvol met 1-0 af tegen Lugo. Daarna volgde een 0-2 overwinning tegen een andere staartploeg Castellón en toen thuis nog met 1-0 gewonnen werd tegen Girona, verdween de ploeg uit de degradatie zone. Zaragoza bleef in het sukkelstraatje met nogmaals vier verlieswedstrijden. Pas tijdens de zesde wedstrijd na het aantreden van de nieuwe coach werd thuis met 1-0 gewonnen van Fuenlabrada. De coach van Zaragoza zou later in het seizoen ook terugkeren naar het filiaal. Voor Alcorcón zou het nog tot de laatste speeldag spannend blijven, maar toen werd het behoud verzekerd.
Na het 0-1 thuisverlies van Tenerife tegen nieuwkomer Logroñés, werd het contract van Francisco Javier Fernández Díaz opgezegd op 22 november. Twee dagen later werd hij vervangen door oud speler (periode 1994-1996) Iván Martínez Puyol. Ook hier was de trainerswissel niet onmiddellijk succesvol want de eerstvolgende uitwedstrijd tegen Almería ging met 2-0 verloren. Daarentegen werd de volgende uitwedstrijd met 0-2 gewonnen van een andere staartploeg, Albacete. De ploeg kwam al snel in veiliger vaarwater en kon zich al bij al gemakkelijk redden.
Nadat datzelfde Albacete nog een punt buitenhuis pakte tegen Gijón, maar de komende speeldag thuis verloor tegen Girona, kwam het op de laatste positie van de rangschikking terecht. Reden genoeg om dezelfde dag, 6 december, het contract van trainer López Garai op te zeggen. Deze trainer was zelf nog maar 14 oktober 2020 aangesteld geworden na het ontslag van Lucas Alcaraz. Tijdens de 12 wedstrijden, dat hij de ploeg leidde, zou hij 2 overwinningen halen, tegen Sabadell op 17 oktober 2020 en Rayo Vallecano op 25 oktober 2020. Aan de goede start kon echter geen verlenging gebreden worden. Hij werd op 8 december vervangen door Alejandro Menéndez. Hij kon echter niet vermijden dat de ploeg de eerstvolgende uitwedstrijd tegen een ander staartploeg, CD Castellón, met 3-0 verloor. Toen de ploeg na de zevenendertigste wedstrijd nog steeds op de laatste plaats stond, werd ook hij ontslagen.
Met 1 overwinning en 7 verloren wedststrijden was het rapport van de interim coach van Zaragoza, Iván Martínez, te mager om aan het roer te blijven. De ploeg was onder zijn bewind gezakt van de achttiende naar de eenentwintigste plaats. Daarom nam hij vanaf 13 december 2020 weer zijn plaats in als trainer bij het filiaal. Op 13 december 2020 werd hij vervangen door de ervaren trainer Juan Ignacio Martínez Jiménez. Ook hij had het moeilijk om de ploeg op het droge te krijgen, maar een vijftal wedstrijden voor het einde, lukte het.
De volgende in de rij was Borja Jiménez Sáez en dit daags na de uitschakelijk van Cartagena tijdens de eerste ronde van de Copa del Rey. Het seizoen van de promovendus was goed gestart en na tien wedstrijden stond de ploeg zelfs op een zevende plaats. Midden november kwam er een kentering en ging het op sportief vlak van kwaad naar erger. Zo was de ploeg na achttien speeldagen teruggezakt naar de zestiende plaats, twee punten boven de degradatiezone en op 17 december 2020 werd de ploeg door Pontevedra CF uit de Segunda División B uitgeschakeld in de eerste ronde van de Copa del Rey. De daaropvolgende dag werd coach Borja ontslagen. Pepe Aguilar, trainer van het filiaal, verving hem tijdelijk. Ook deze vervanging bracht geen zode aan de dijk want de daaropvolgende uitwedstrijd tegen medestaartploeg Alcorcon ging met 2-1 verloren. Ondanks dit verlies, besloot de ploeg om hem definitief te benoemen.  Maar ook hij zou het einde van het seizoen niet halen.
Nadat de heenronde van de competitie gespeeld was en er een weekend geen competitie voetbal was, vielen er weer twee slachtoffers. Zo werd op 11 januari Óscar Cano ontslagen. Hij had vorig jaar de ploeg nog kunnen laten promoveren, maar was ondertussen in de degradatiezone terecht gekomen. Het 2-0 uitverlies tegen leider Espanyol werd hem te veel. Dezelfde dag stuurde een andere promovendus, FC Cartagena, zijn tussenoplossing terug naar het filiaal. De interim coach had maar een punt uit drie wedstrijden behaald. De daaropvolgende dag werden ze respectievelijk door Juan Carlos Garrido en Luis Miguel Carrión vervangen, die beiden tot het einde van het seizoen aangesteld werden. De wissel bij Castellón leverde direct een succes op tijdens de 22ste wedstrijd met een 2-0 thuiswinst tegen Gijon, maar bij Cartagena leverde het niets op want de ploeg verloor met 0-2 thuis tegen Mirandés. Daar werd er na een gelijkspel tegen Sporting Gijón gewonnen van Real Oviedo. Op het einde van het seizoen draaiden de rollen om. Garrido bleef met Castellón op de tweeëntwintigste plaats staan en werd na de veertigste wedstrijd ontslagen en op dezelfde speeldag bracht Carrión zijn ploeg Cartagena in veiligheid en verkreeg zo een langer verblijf op het tweede niveau van het Spaans voetbal.
Op het einde van diezelfde tweeëntwintigste speeldag viel alweer het volgende ontslag. Deze keer was José Luis Martí van CD Leganés aan de beurt na een 2-1 uitverlies tegen UD Las Palmas. Dezelfde dag, 26 januari 2021, werd hij vervangen door Asier Garitano. De daaropvolgende thuiswedstrijd werd met 3-2 gewonnen van CD Lugo. Ook de vier volgende wedstrijden zou hij winnen, totdat de ploeg op 26 februari met 1-0 verloor tegen Cartagena.
Begin februari was het dan weer de beurt aan José Ramón Sandoval, coach van CF Fuenlabrada. Het succes van vorig jaar kon niet terug gevonden worden en na 4 wedstrijden waarvan drie gelijke spelen en een verlieswedstrijd, werd hij op 2 februari ontslagen door de ploeg die op de dertiende plaats stond Hij werd de daaropvolgende dag vervangen door José Luis Oltra. Ook deze coach kwam maar tot een 1-1 gelijkspel tijdens te thuiswedstrijd tegen Almería.
Op de laatste dag van de maand februari, na wedstrijddag 27, ontsloeg CD Lugo haar tweede trainer, Mehdi Nafti. Hij was zelf op 14 oktober 2020 aangesteld geworden. De eerste vijf wedstrijden was hij zeer sterk gestart, maar de maand februari 2021 was met 3 verloren wedstrijden en 2 gelijke spelen niet goed. De druppel, die de emmer heeft laten overlopen is de met 4-1 verloren uitwedstrijd bij Almería op zaterdag 27 februari. De ploeg verweet hem het feit dat hij niet aanwezig kon zijn op deze wedstrijd, omdat hij de coronaregels van de Liga niet gevolgd had. Ondanks het feit dat de ploeg onder zijn beheer geëvolueerd was van de twintigste naar de vijftiende plaats, werd hij ontslagen. Op 2 maart werd hij vervangen door Luis César Sampedro. Maar deze laatste kon de tij niet keren. De eerste drie wedstrijden eindigden met een gelijkspel, waarna de volgende vijf wedstrijden verloren gingen. Daardoor kwam de ploeg op een degradatieplaats terecht en werd op 19 april Sampedro alweer ontslagen. Hij werd de volgende dag vervangen door Rubén Albés, maar ook deze nieuwe trainer kon de trend niet onmiddellijk ombuigen, want de eerste wedstrijd onder zijn leiding werd met 2-0 verloren tegen Ponferradina. De tweede wedstrijd werd bijna succesvol, maar in de 97ste minuut maakt de doelman van Zaragoza Cristian Álvarez, nog net de 2-2 gelijkmaker tijdens de laatste actie van de wedstrijd. Maar toen ook de derde wedstrijd met 1-0 verloren ging te en tegen Gijon, stonde de ploeg 4 punten achter de laatste veilige stek.
Ondanks het feit dat Almería zich na 36 wedstrijden op de derde plaats bevond, werd de Portugese coach José Manuel Gomes op 27 april aan de kant gezet. Officieel om de ploeg terug te lanceren na twee verloren en twee gelijke spelen. Op 28 april werd hij vervangen door Joan Francesc Ferrer Sicilia, beter bekend onder de naam "Rubi". Maar ook hij had het moeilijk om de motor weer opnieuw te laten aanslaan, want in de eerste wedstrijd thuis tegen Oviedo werd een twee nul voorsprong weggegeven met een twee twee gelijkspel als resultaat. Tijdens de tweede wedstrijd werd uit moeizaam met 0-1 gewonnen tegen een tienkoppig Tenerife.
Na de zevenendertigste wedstrijd ontsloeg Albacete zijn trainer Alejandro Menéndez samen met de sportief directeur Toni Cruz. Tweede trainer Fran Noguerol zou de ploeg leiden tot aan het einde van het seizoen. Zijn eerste wedstrijd was hij reeds succesvol met 0-1 uitoverwinning bij Ponferradina. Na twee 1-1 gelijke spelen tegen Almería en Lugo was het lot van de enige ploeg uit de regio Castilië-La Mancha, die in het professioneel voetbal actief was, bezegeld en volgde een degradatie.
Net voor de voorlaatste speeldag ontsloeg Castellón zijn coach Garrido en Sergio Escobar Cabus tekende tot het einde van het volgende seizoen. Voor het lopend seizoen zou het niets meer veranderen, want de daaropvolgende wedstrijd werd thuis met 0-2 verloren tegen Rayo Vallecano en dat bezegelde de degradatie.
| Team              | Vertrekkend manager              | reden van vertek                  | Datum vertrek    | Plaats in de stand | Nieuwe manager                      | Aanstellingsdatum |
| ----------------- | -------------------------------- | --------------------------------- | ---------------- | ------------------ | ----------------------------------- | ----------------- |
| CD Lugo           | Juan Francisco García            | Ontslagen                         | 11 oktober 2020  | 20ste plaats       | Mehdi Nafti                         | 14 oktober 2020   |
| Albacete Balompié | Lucas Alcaraz                    | Ontslagen                         | 13 oktober 2020  | 21ste plaats       | López Garai                         | 14 oktober 2020   |
| AD Alcorcón       | Baldomero Hermoso Herrera "Mere" | Ontslagen                         | 9 november 2020  | 22ste plaats       | Juan Antonio Anquela                | 9 november 2020   |
| Real Zaragoza     | Rubén Baraja                     | Ontslagen                         | 9 november 2020  | 18de plaats        | Iván Martínez Puyol                 | 9 november 2020   |
| CD Tenerife       | Francisco Javier Fernández Díaz  | Ontslagen                         | 22 november 2020 | 17de plaats        | Luis Miguel Ramis                   | 24 november 2020  |
| Albacete Balompié | López Garai                      | Ontslagen                         | 6 december 2020  | 22ste plaats       | Alejandro Menéndez                  | 8 december 2020   |
| Real Zaragoza     | Iván Martínez Puyol              | Einde interim, terug naar filiaal | 13 december 2020 | 21ste plaats       | Juan Ignacio Martínez Jiménez       | 14 december 2020  |
| FC Cartagena      | Borja Jiménez Sáez               | Ontslagen                         | 18 december 2020 | 16de plaats        | Pepe Aguilar                        | 18 december 2020  |
| CD Castellón      | Óscar Cano                       | Ontslagen                         | 11 januari 2021  | 21ste plaats       | Juan Carlos Garrido                 | 12 januari 2021   |
| FC Cartagena      | Pepe Aguilar                     | Einde interim, terug naar filiaal | 11 januari 2021  | 18de plaats        | Luis Miguel Carrión                 | 12 januari 2021   |
| CD Leganés        | José Luis Martí                  | Ontslagen                         | 26 januari 2021  | 6de plaats         | Asier Garitano                      | 26 januari 2021   |
| CF Fuenlabrada    | José Ramón Sandoval              | Ontslagen                         | 2 februari 2021  | 13de plaats        | José Luis Oltra                     | 3 februari 2021   |
| CD Lugo           | Mehdi Nafti                      | Ontslagen                         | 28 februari 2021 | 15de plaats        | Luis César Sampedro                 | 2 maart 2021      |
| CD Lugo           | Luis César Sampedro              | Ontslagen                         | 19 april 2021    | 20ste plaats       | Rubén Albés                         | 20 april 2021     |
| UD Almería        | José Manuel Gomes                | Ontslagen                         | 27 april 2021    | 3de plaats         | Joan Francesc Ferrer Sicilia "Rubi" | 28 april 2021     |
| Albacete Balompié | Alejandro Menéndez               | Ontslagen                         | 4 mei 2021       | 22ste plaats       | Francisco Noguerol                  | 4 mei 2021        |
| CD Castellón      | Juan Carlos Garrido              | Ontslagen                         | 21 mei 2021      | 21ste plaats       | Sergio Escobar Cabus                | 22 mei 2021       |

1929 · 1929/30 · 1930/31 · 1931/32 · 1932/33 · 1933/34 · 1934/35 · 1935/36 · 1936/37 · 1937/38 · 1938/39 · 1939/40 · 1940/41 · 1941/42 · 1942/43 · 1943/44 · 1944/45 · 1945/46 · 1946/47 · 1947/48 · 1948/49 · 1949/50 · 1950/51 · 1951/52 · 1952/53 · 1953/54 · 1954/55 · 1955/56 · 1956/57 · 1957/58 · 1958/59 · 1959/60 · 1960/61 · 1961/62 · 1962/63 · 1963/64 · 1964/65 · 1965/66 · 1966/67 · 1967/68 · 1968/69 · 1969/70 · 1970/71 · 1971/72 · 1972/73 · 1973/74 · 1974/75 · 1975/76 · 1976/77 · 1977/78 · 1978/79 · 1979/80 · 1980/81 · 1981/82 · 1982/83 · 1983/84 · 1984/85 · 1985/86 · 1986/87 · 1987/88 · 1988/89 · 1989/90 · 1990/91 · 1991/92 · 1992/93 · 1993/94 · 1994/95 · 1995/96 · 1996/97 · 1997/98 · 1998/99 · 1999/00 · 2000/01 · 2001/02 · 2002/03 · 2003/04 · 2004/05 · 2005/06 · 2006/07 · 2007/08 · 2008/09 · 2009/10 · 2010/11 · 2011/12 · 2012/13 · 2013/14 · 2014/15 · 2015/16 · 2016/17 · 2017/18 · 2018/19 · 2019/20 · 2020/21 · 2021/22 · 2022/23 · 2023/24 · 2024/25